# Nenad Peruničić
Nenad Peruničić (en serbio: Ненад Перуничић) (Pljevlja, 1 de mayo de 1971) es un exjugador de balonmano yugoslavo que jugaba como lateral izquierdo, destacando por su gran envergadura y su potencia de lanzamiento. Fue uno de los componentes de la Selección de balonmano de Yugoslavia con la que disputó 141 partidos internacionales. Disputó los Juegos Olímpicos de Sídney 2000 en los que consiguió un cuarto puesto final tras caer contra España en el partido por el bronce. Marcó 20 goles en los 7 partidos que disputó en aquellos Juegos Olímpicos.
Se dio a conocer internacionalmente en sus tres temporadas en el Club Deportivo Bidasoa, donde demostró ser uno de los mejores laterales de la época, contribuyendo decisivamente con sus goles a los títulos de Liga ASOBAL y de Liga de Campeones del club irundarra. 
En 1997 ficharía por el THW Kiel, donde permanecería durante 4 temporadas, desde donde el cual se trasladaría al SC Magdeburg en 2001, donde se alzaría de nuevo con la Liga de Campeones, en una competición en la que marcó 82 goles en total, 13 de los cuales en el doble enfrentamiento final contra el MKB Veszprém KC
En toda su trayectoria en la Bundesliga disputó un total de 207 partidos marcando 1024 goles.
En octubre de 2002 adquirió la nacionalidad alemana, sin embargo nunca fue convocado por Heiner Brand para la selección alemana.

## Equipos

### Jugador
- RK Jugović (1988-1990)
- Estrella Roja (1990-1993)
- PSG-Asnières (1993-1994)
- Club Deportivo Bidasoa (1994-1997)
- THW Kiel (1997-2001)
- SC Magdeburg (2001-2004)
- SG Wallau-Massenheim (2004-2005)
- al-Ahli SC (2005-2005)
- SC Pick Szeged (2005-2006)
- FC Barcelona (2006-2007)
- Algeciras BM (2007-2007)
- Estrella Roja (2007-2008)
- Budućnost Podgorica (2008-2009)

### Entrenador
- Estrella Roja (2013-2015)
- Selección de balonmano de Serbia (2015- )

## Palmarés
Bidasoa Irún
- Liga de Campeones 1995
- Liga ASOBAL 1995
- Copa del Rey 1996
- Supercopa de España 1996
- Recopa de Europa 1997

 THW Kiel
- Supercopa de Alemania 1998
- Bundesliga 1998, 1999, 2000
- Copa de Alemania 1998, 1999, 2000
- Copa EHF 1998

 SC Magdeburg
- Liga de Campeones 2002

 SC Pick Szeged
- Copa de Hungría 2006

 FC Barcelona
- Copa del Rey 2007

## Méritos y distinciones
- Máximo goleador de la Liga de Campeones 1995, 2002
- Mejor lateral izquierdo de la Bundesliga 2001, 2002